# Transportation Building
Il Transportation Building fu il padiglione creato da Louis Sullivan per la Fiera Colombiana di Chicago nel 1893.

## Storia
L'Esposizione Colombiana del 1893 a Chicago rappresentò una profonda delusione per Louis Sullivan. L'opportunità di dare forma a una fiera internazionale caratterizzata da un'immaginazione audace venne sacrificata in favore di una rivisitazione piuttosto generica dei canoni classici. Il risultato fu un insieme di edifici interamente bianchi che riscosse un enorme successo di pubblico. Il contributo di Adler & Sullivan all'Esposizione fu il Transportation Building, un'opera che spiccava nettamente dalle altre grazie all'uso di colori vivaci e decisi, quasi in segno di protesta contro l'omogeneità dominante. Lungo e basso, l'edificio era caratterizzato da un imponente arco policromo all'ingresso, la cosiddetta Porta d'Oro.
Nonostante l'entusiasmo popolare per lo sfarzo neoclassico della fiera, non tutti ne apprezzarono le scelte stilistiche. André Bouilhet, delegato di un sindacato parigino delle arti decorative, elogiò invece l'originalità del Transportation Building, organizzando una piccola mostra a Parigi dedicata all'opera di Sullivan. L'esposizione, che includeva un calco in gesso della Porta d'Oro e fotografie delle sue opere più significative, viaggiò successivamente in Russia e in Finlandia.
Tuttavia, questo riconoscimento europeo non riuscì a mitigare l'amarezza di Sullivan, che vide nell'Esposizione un duro colpo all'architettura progressista che stava prendendo forma nel Midwest.
Con queste parole si chiude il libro di Sullivan Autobiografia di un'idea (1924), un'opera nella quale ripercorse la sua carriera e illustrò le sue teorie architettoniche.

## Galleria d'immagini

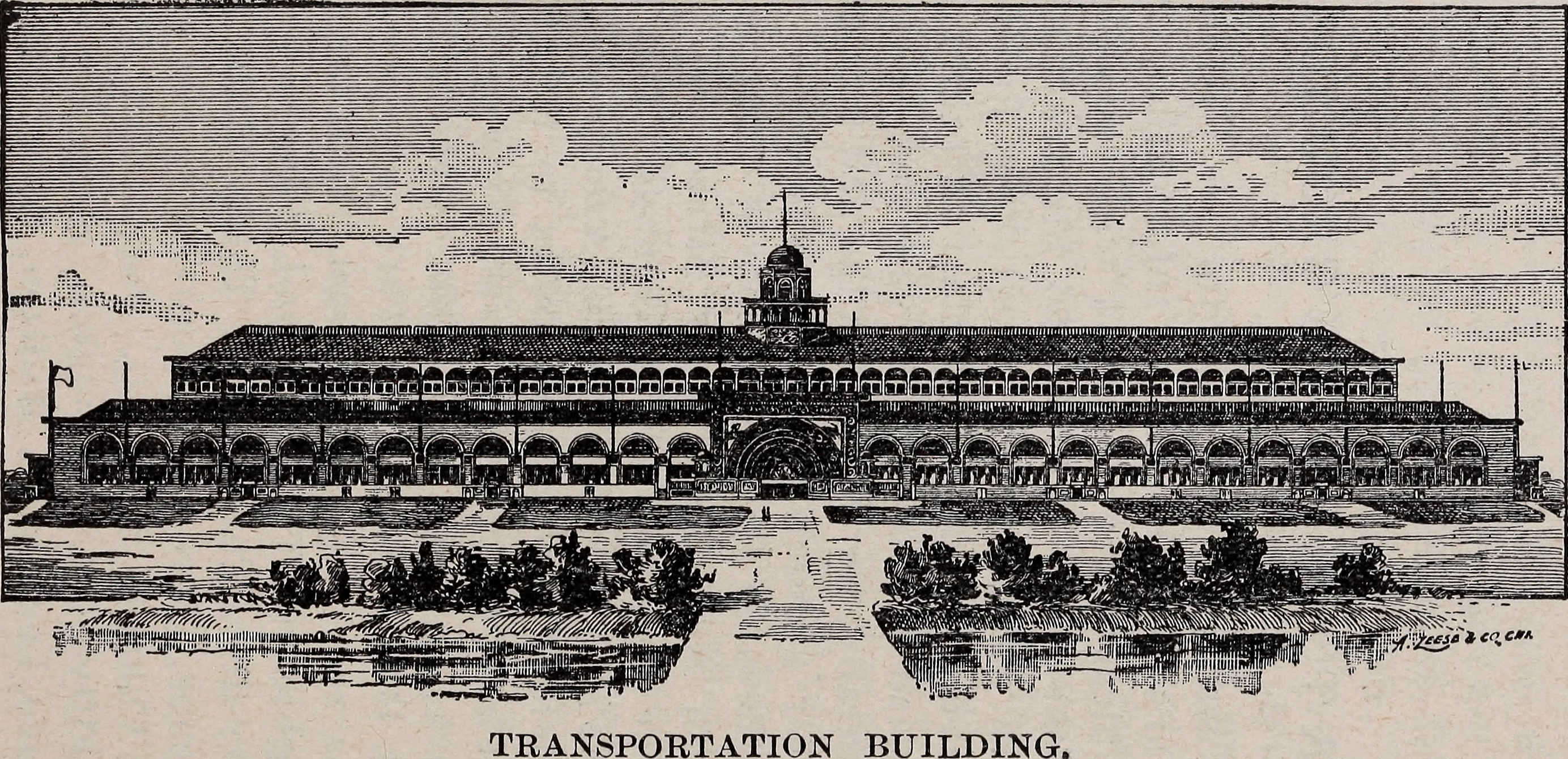
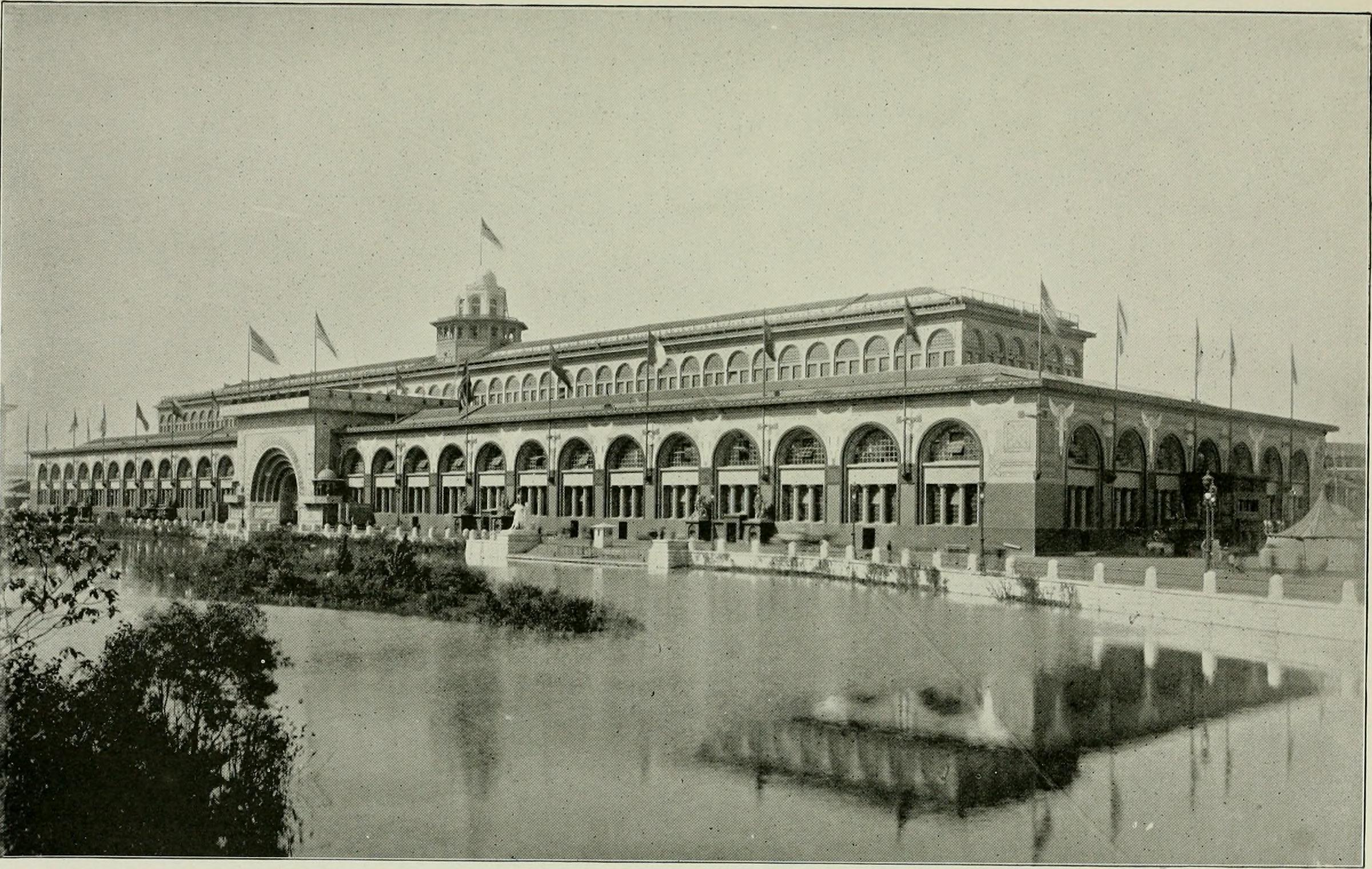
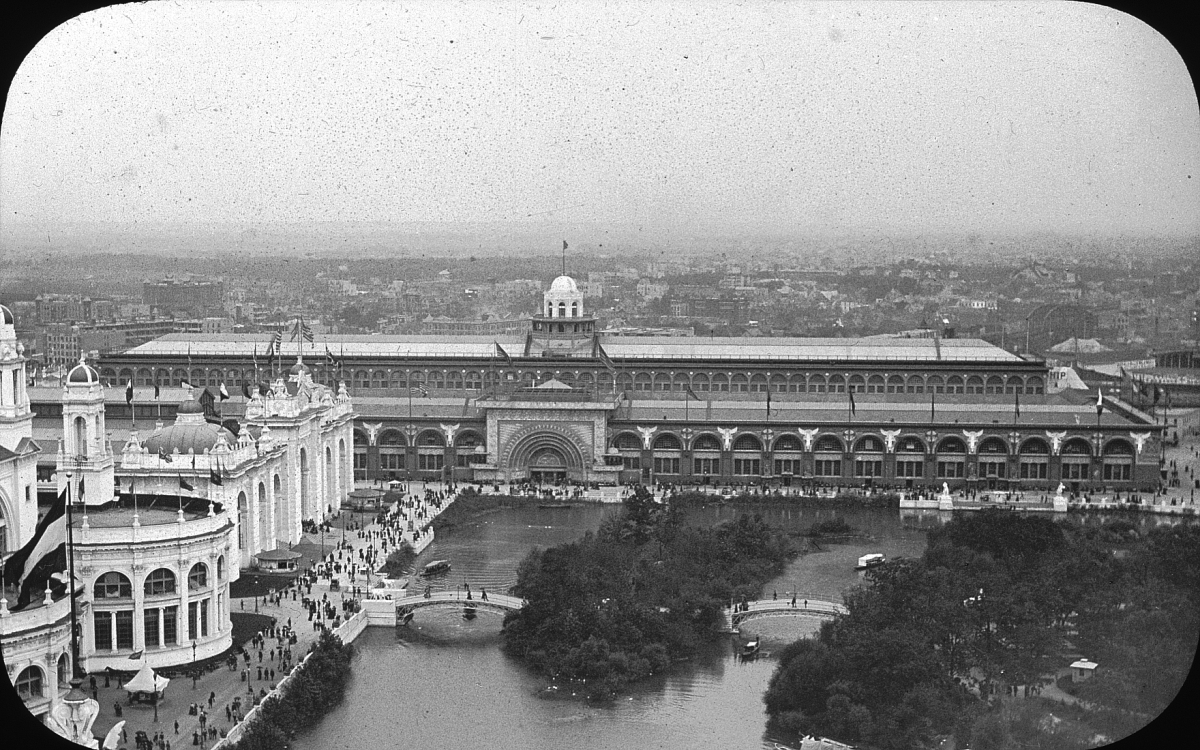
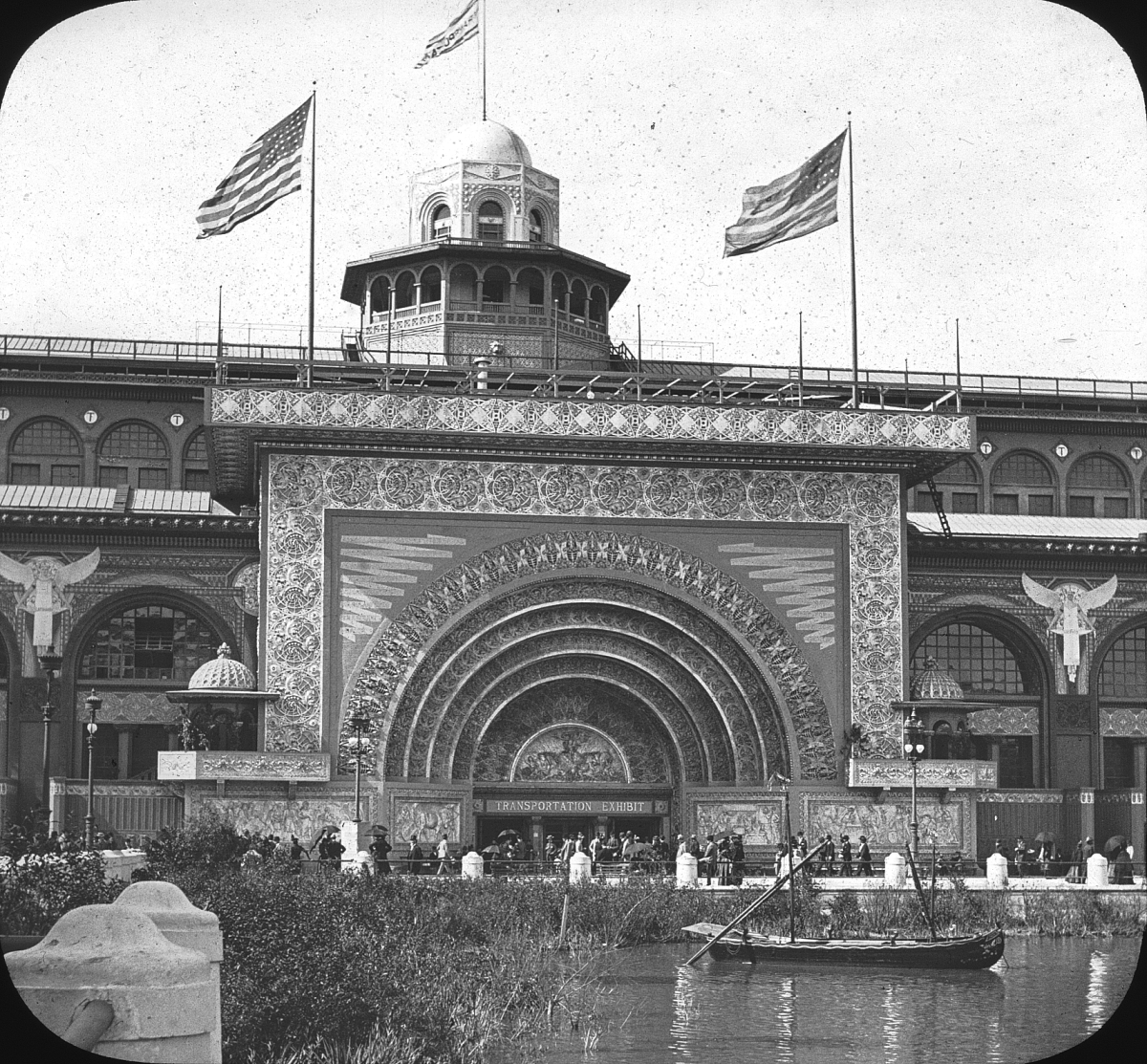
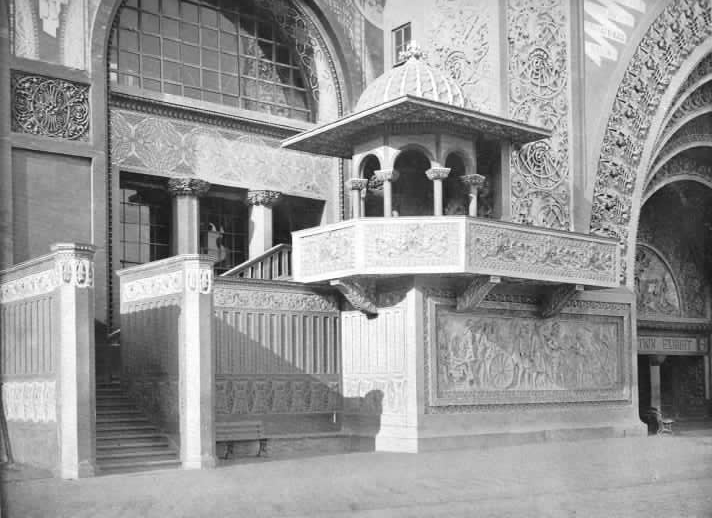
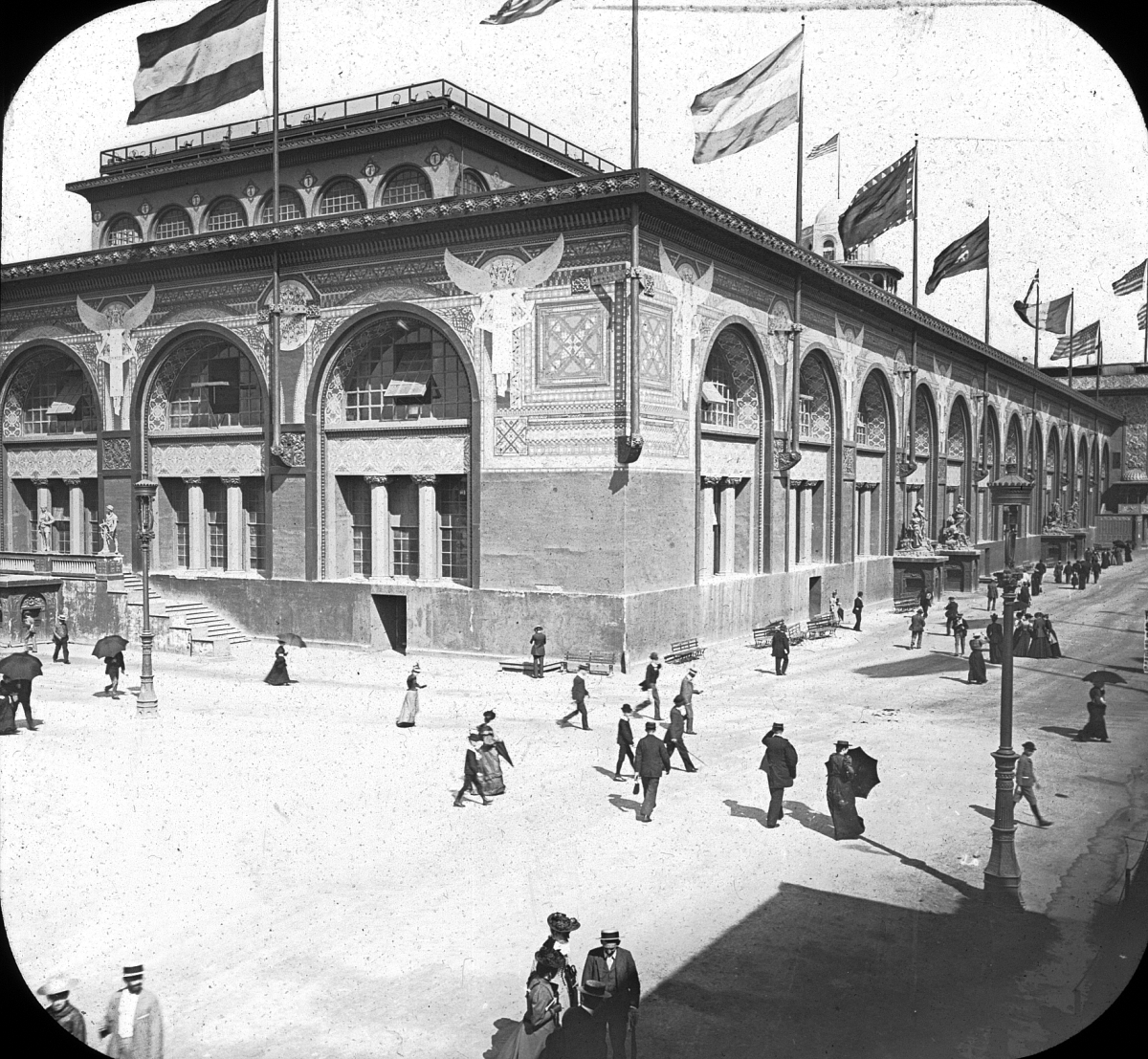
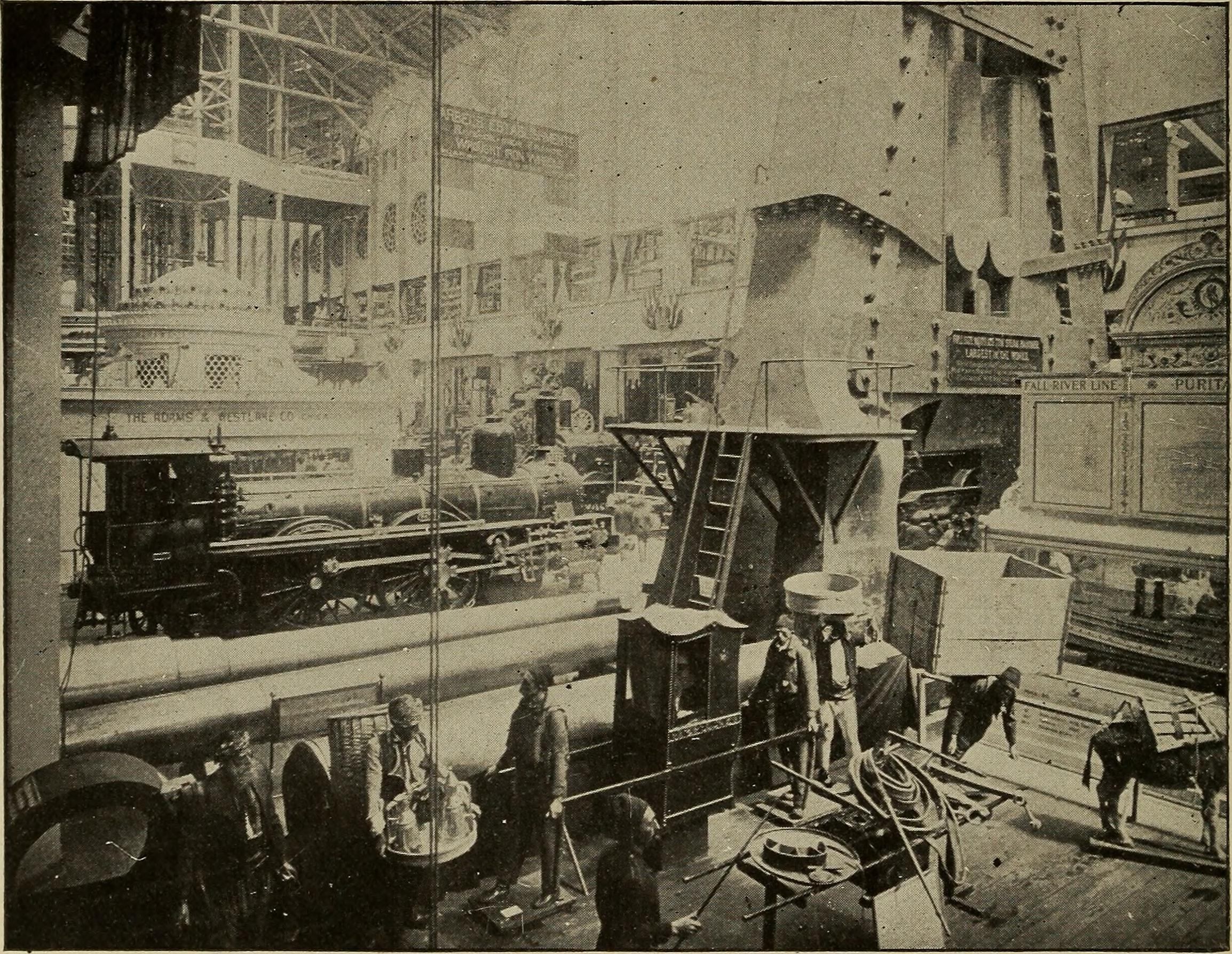
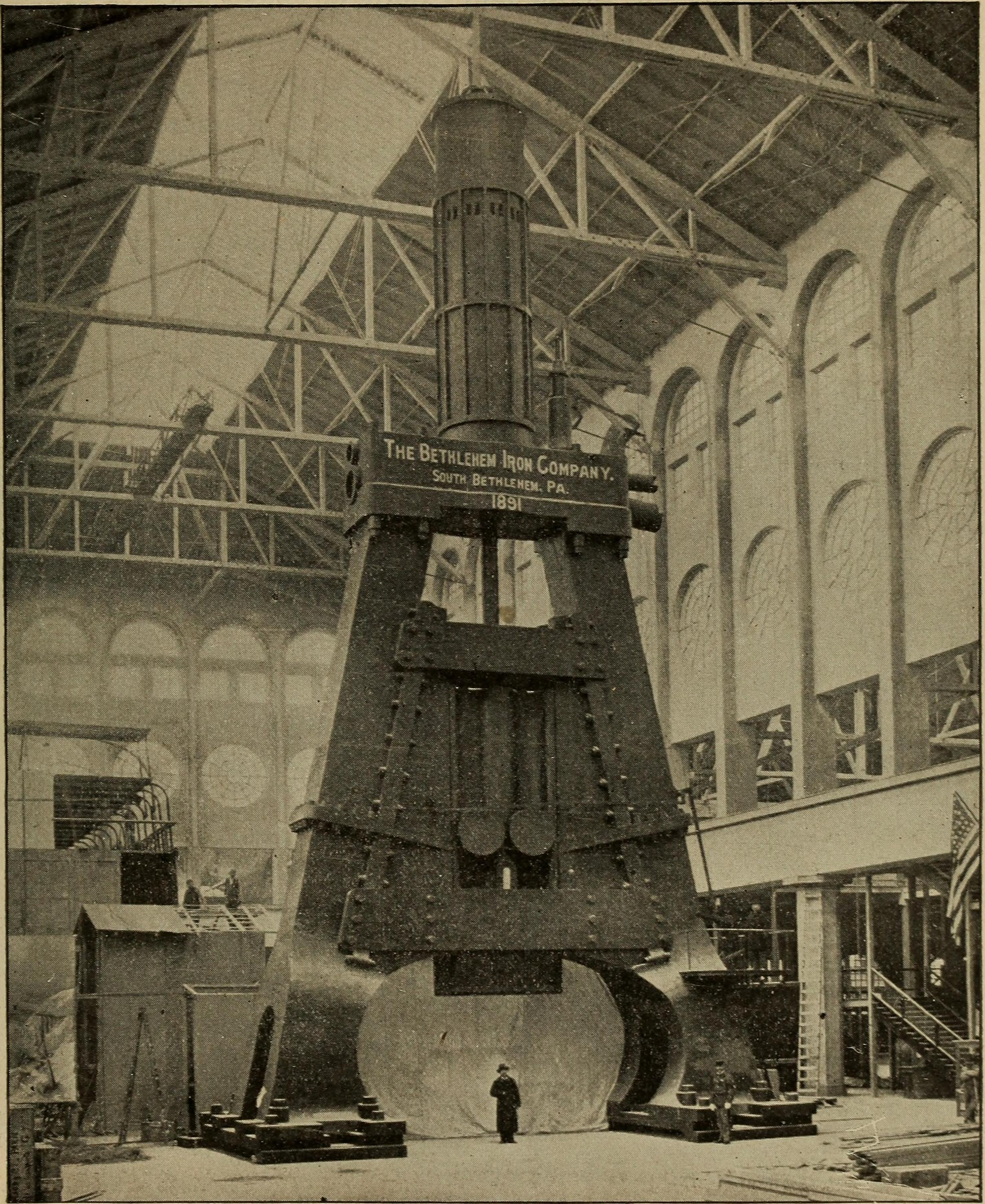
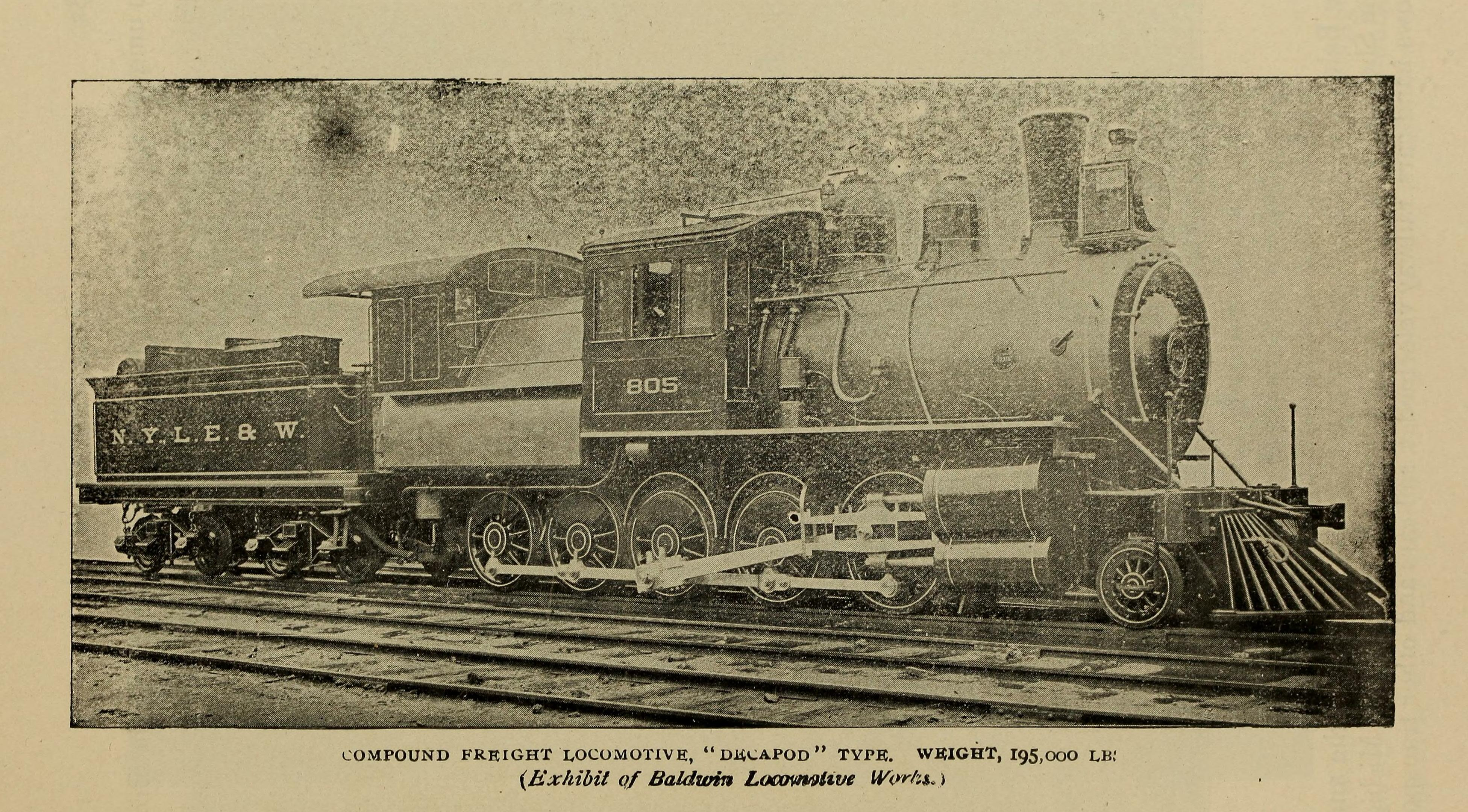
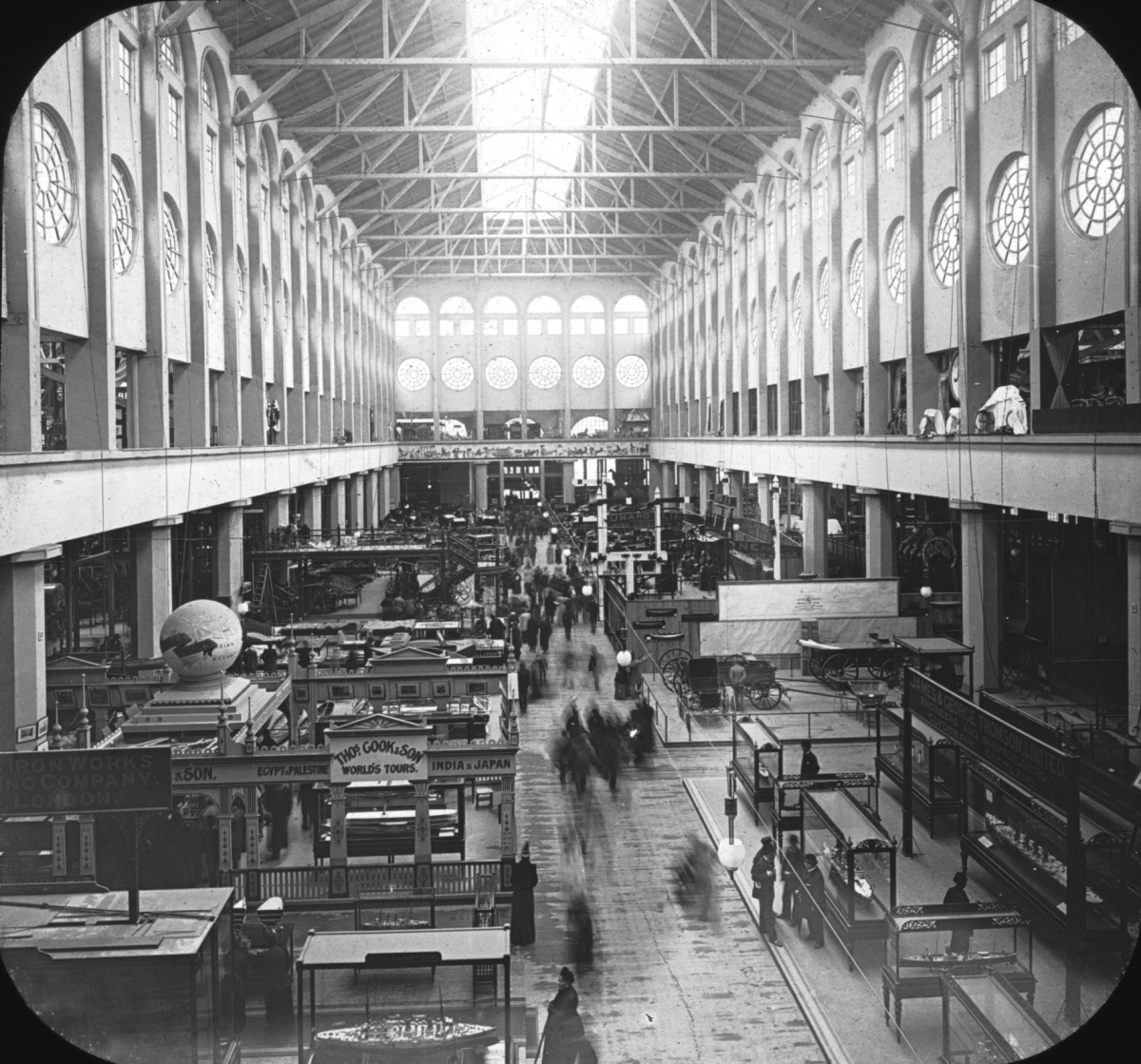